# Agnes Robmann
Agnes Robmann (* 26. März 1876 in Herbrechtingen (Baden-Württemberg); † 17. April 1951 Meilen; heimatberechtigt in Zürich) war eine Schweizer Lehrerin, Sozialistin und Frauenrechtlerin aus dem Kanton Zürich.

## Leben
Agnes Robmann war eine Tochter von Hans Rudolf Robmann, Arbeiter in einer Baumwollspinnerei im Tösstal, und Anna Maria Mäule. Sie besuchte von 1893 bis 1895 das Lehrerseminar Küsnacht. Sie arbeitete als Lehrerin in Zürich. Im Jahr 1906 trat sie der sozialdemokratischen Lehrervereinigung und der Sozialdemokratischen Partei der Schweiz (SPS) bei. Sie war an führender Stelle im Schweizerischen Arbeiterinnenverband tätig. Sie war Mitglied des Frauenstimmrechtsvereins und im Ersten Weltkrieg des Parteivorstands der Sozialdemokratischen Partei der Schweiz. In dieser Funktion nahm sie an den Konferenzen von Zimmerwald (1915) und Kiental (1916) teil. Robmann war Sozialistin und Kämpferin für Frauenrechte. Als Autorin publizierte sie zahlreiche Broschüren über Frauenfragen und Sozialismus.

## Werke
- Der Frauen Erwerbsarbeit und Staatsbürgerrechte: Wozu – Für wen?.  Sozialdemokratischer Arbeiterinnenverband der Schweiz, Zürich 1917.
- Proletarische Lebensführung: leichtfassliche Darstellung von Erziehungsfragen. Promachos-Verlag, Bern-Belp 1918.
- Frauenrechte, Frauenpflichten. Sozialdemokratische Partei des Kantons Zürich, Zürich 1920.